# Wojciech Gilewicz
Wojciech Gilewicz (ur. 1974 w Biłgoraju) – polski artysta malarz i fotograf oraz autor filmów wideo i instalacji.

## Życiorys
W latach 1994–1996 studiował na Akademii Sztuk Pięknych w Poznaniu, Wydział Malarstwa, Grafiki i Rzeźby, a następnie w latach 1996–1999 studiował na Akademii Sztuk Pięknych w Warszawie w Pracowni Malarstwa prof. Leona Tarasewicza, gdzie uzyskał dyplom z malarstwa (aneks z fotografii).

## Twórczość
W pracy „Miasto Osiedle Pracownia Mieszkanie” (2001), złożonej z 500 fotografii – poszczególne części oglądanego za oknem pracowni krajobrazu, seria zdjęć posłużyła do stworzenia dwóch obrazów przedstawiającą panoramę blokowiska. 
W cyklu fotografii „Oni/Them” (rozwijanym od 2002) zaprezentował dwie wersje swojej osobowości.
Prezentowane w paryskiej Fondation Deutsch de la Meurthe (2004) oraz w przestrzeni Nowego Jorku (2004) prace włączone zostały w miejski krajobraz.
Współzałożyciel kolektywu Inne Towarzystwo (razem z: Agatą Groszek, Bartoszem Kokosińskim, Moniką Mamzetą, Katarzyną Sobczuk, Małgorzatą Widomską), który bardzo aktywnie animuje pozainstytucjonalną scenę sztuki.
Mieszka i pracuje w Warszawie i w Nowym Jorku.

## Wystawy

### Wystawy indywidualne (wybrane)
- 2011 BWA Wrocław
- 2010 Galeria Entropia Wrocław
- 2009 Galeria Foksal Warszawa
- 2008 Contemporary Art Museum Saint Louis USA
- 2007 Galeria Biała Lublin
- 2007 Muzeum Sztuk Pięknych Stanisławów Ukraina
- 2007 BWA Sanok
- 2006 / 2007 Galeria Entropia Wrocław
- 2005 Teatr Rozmaitości Warszawa
- 2005 Galeria Foksal Warszawa
- 2005 Warszawski Aktyw Artystów Warszawa
- 2004 Fondation Deutsch de la Meurthe Paryż Francja
- 2002 Galeria Arsenał Białystok
- 2001 CSW Zamek Ujazdowski / Galeria Laboratorium Warszawa
- 2000 Galeria Biała Lublin
- 1999 ASP Warszawa

### Wystawy zbiorowe (wybrane)
- 2010 ISCP Gallery There Has Been No Future, There Will Be No Past Nowy Jork USA
- 2010 LMCC Gallery Floating World Nowy Jork USA
- 2010 BWA Katowice Kilkanaście koanów na (nie)istnienie Katowice
- 2009 castillo/corrales Hello Goodbye Thank You, Again Paryż Francja
- 2009 appendix2 Like a Rolling Stone 2, Warszawa
- 2009 Museum of Contemporary Art Art In Public (Non)Places Belgrad Serbia
- 2009 Aspen Art Museum Monitaur, Aspen, USA
- 2009 MoBY Factory Bat Jam Izrael
- 2009 CSW Znaki Czasu Lucim żyje Toruń
- 2009 SculptureCenter InPractice Nowy Jork USA
- 2009 Studio BWA Ukryte, Wrocław
- 2009 Zendai MoMA Starting Point: Intrude Art & Life 366 Szanghaj Chiny
- 2008 Instytut Polski Transfer #6 Rzym Włochy
- 2008 BWA Zielona Góra Ukryte Zielona Góra
- 2008 Plumbers’ Hall Around the Coyote Chicago, USA
- 2008 BWA Wrocław Artyści Zewnętrzni. OUT OF STH Wrocław
- 2008 White Box Gallery DiVA (Digital & Video Art) Nowy Jork USA
- 2008 Pianissimo Distortion of an Unendurable Reality Mediolan Włochy
- 2007 appendix2 Artyści polecają się nawzajem Warszawa
- 2007 Muzeum Sztuki w Łodzi Ulica Wielokierunkowa aneks do wystawy Beautiful Losers Łódź
- 2007 Paul Robeson Gallery Imago: The Drama of Self-Portraiture In Recent Photography Newark USA
- 2007 Zachęta Narodowa Galeria Sztuki / Galeria Kordegarda Tu zaszła zmiana Warszawa
- 2006 Real Art Ways POZA Hartford USA
- 2006 CSW Łaźnia Miłość i Demokracja Gdańsk
- 2006 LiveBox at Ravenswood Chicago USA
- 2006 Zachęta Narodowa Galeria Sztuki Na własną rękę Warszawa
- 2003 Muzeum Narodowe / Królikarnia Warszawa
- 2002 Novart.pl Kraków
- 2001 BWA Zielona Góra

### Katalogi i publikacje
- Wojciech Gilewicz Galeria Foksal Warszawa 2009
- Oni / Them Wojciech Gilewicz CSW Zamek Ujazdowski Warszawa 2009
- Artyści zewnętrzni. OUT OF STH BWA Wrocław 2008
- Remont Generalny Galeria Biała Lublin 2008
- Nowe zjawiska w sztuce polskiej po 2000 Centrum Sztuki Współczesnej Zamek Ujazdowski

Warszawa 2007
- Wojciech Gilewicz Rwitalizacje BWA Sanok 2007
- Wojciech Gilewicz Aporia malarstwa (DVD + booklet) Galeria Entropia Wrocław 2007
- Ulica Wielokierunkowa aneks do wystawy Beautiful Losers. Sztuka współczesna i kultura ulicy

Muzeum Sztuki w Łodzi 2007
- Imago: The Drama of Self-Portraiture In Recent Photography Paul Robeson Gallery Newark, NJ

2007
- Tekstylia bis. Słownik młodej polskiej kultury Korporacja Ha!art Kraków 2006
- Miłość i demokracja Centrum Sztuki Współczesnej Łaźnia Gdańsk 2006
- Na własną rękę Zachęta Narodowa Galeria Sztuki Warszawa 2006
- V/1 Supermarket Sztuki Toleruj mnie! Warszawa 2005
- Wojciech Gilewicz Galeria Foksal Warszawa 2005
- Oni (CD) Warszawski Aktyw Artystów Warszawa 2005
- Wojciech Gilewicz Galeria Arsenał Białystok 2002
- Cyklop Nr. 8 Galeria i Muzeum Fotografii Cyklop Gdańsk 2001
- Biała 1985 – 2000 Galeria Biała Lublin 2001
- Pozawydziałwe przeginanie w kierunku możliwości otwarcia oczu na otoczenie światło naturę i medytację sztuki, Galeria Biała Lublin 2000
- Śląsk kopalnią tematów Górnośląskie Centrum Kultury Katowice 1999

### Artykuły
- Agnieszka Rayzacher, Pomiędzy, „Exit” 2(26)/2005;
- Ewa Witkowska, Wymyśliłem siebie. Oni Wojciecha Gilewicza, „Magazyn Sztuki” 1/31/2005;
- A. Dąbrowska, Sztuka wobec architektury, „Architektura” 4(127)/2005;
- Grzegorz Borkowski, Czym może być wystawa malarstwa?, „Obieg” 1(71)/2005;
- G. Borkowski, Fotomalarski konkret, „Exit” 2(50)/2002;
- G. Borkowski, Miasto-osiedle-pracownia-mieszkanie, „Exit” 3(47)/2001.